# ماه و ستاره

طرح باستانی نماد هلال ماه و ستاره همان‌طور که در بیزانس و شاهنشاهی اشکانی در قرن اول قبل از میلاد استفاده می‌شد.

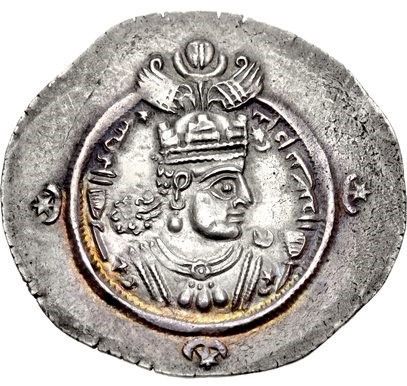
نماد هلال ماه و ستاره که در سکه‌های ضرب شده شاهنشاهی ساسانی از قرن سوم تا قرن هفتم استفاده می‌شد. این سکه در زمان اردشیر سوم ضرب شده‌است.

نمایش هلال ماه و ستاره به شکل گونه‌ای

هلال ماه و ستاره نمادی باستانی است که در شرق مدیترانه، ایران، میانرودان و آسیای میانه در زمینه‌های مختلف تاریخی استفاده می‌شد که حدوداً در مستعمره یونانی بیزانتیوم توسعه یافت. ۳۰۰ سال قبل از میلاد، پس از اینکه بیزانس برای مدت کوتاهی با پادشاهی ادغام شد، به عنوان نشان سلطنتی مهرداد ششم پونتوس و پادشاهی پونتوس بیشتر مورد استفاده قرار گرفت. همزمان در این دوره، این نماد در قرن اول در سکه‌های ضرب شده توسط شاهنشاهی اشکانی وجود داشت. در حدود قرن پنجم به عنوان نشان سلطنتی شاهنشاهی ساسانی بر روی تمام سکه‌های ضرب شده پادشاهان ساسانی استفاده می‌شد. این نماد به مدت بیش از ۷۰۰ سال از اوایل قرن اول تا سقوط ساسانیان نماد سلطنتی پادشاهان ایران باستان بود که پس از فتح ایران توسط مسلمانان در قرن هفتم به عنوان نماد اسلام معرفی شد، چرا که جوامع اسلامی اولیه نماد ویژه‌ای نداشتند و تنها از رنگ‌ها به عنوان پرچم بهره می‌جستند. در دوره محمد بن عبدالله (پیامبر اسلام) سپاه اسلام و کاروان‌های اسلامی از پرچم‌هایی یکرنگ استفاده می‌کردند و بی‌طرف‌ترین تفکر نظر می‌دهد در رنگ‌هایی سفید بدون هیچ‌گونه نماد یا نوشته تنها نماد مسلمانان بودند. و در دوره‌های بعد رنگ‌هایی همچون سبز نیز بر آن افزوده شده‌است.
در سده نوزدهم میلادی ماه و ستاره بر پرچم امپراتوری عثمانی نقش بست و از ۱۸۴۸ میلادی پرچم عثمانی ماه و ستاره‌ای سفید بر زمینه سرخ بود که امروزه نیز پرچم رسمی ترکیه است. سایر کشورهای استقلال یافته از عثمانی نیز از این نماد در پرچم‌های خود بهره می‌برند از جمله الجزایر، تونس و لیبی. در سده بیستم این نماد در پرچم کشورهای دیگری نیز به کار رفت همچون پاکستان، جمهوری آذربایجان، مالزی، صحرای غربی و موریتانی. در دهه‌های پنجاه و شصت میلادی این نماد به یک نماد اسلامی تعبیر شد. از دهه هفتاد میلادی این نماد به گستردگی مورد استفاده گروه‌های اسلام‌گرا و ناسیونالیسم عرب قرار گرفت.
مهم‌ترین نماد دینی در پرچم‌های اسلامی هلال ماه و ستاره است که در پرچم بسیاری از کشورهای اسلامی و گاه در پرچم‌های خاص مانند پرچم ریاست جمهوری (برای مثال در مالدیو) استفاده شده‌است در گذشته از نمادهای اِعلام پیروزی و ظفر بوده‌است.
در اوایل قرن سیزدهم سلطان سلیم سوم هلال ماه و ستاره را بر زمینه‌ای قرمز، برای پرچم پادشاهی انتخاب کرد امروز نیز پرچم ترکیه با کمی تغییرات به همین شکل است، هرچند برخی هلال آن را نماد امپراتوری روم شرقی می‌دانند که عثمانی‌ها آن را حفظ کردند و بعدها ستاره‌ای که الهام از مفهوم النجم در قرآن است، به آن اضافه شد.
در پرچم تونس نیز علامت ماه و ستاره در داخل دایره سفیدی قرار دارد که نشانه خورشید است امروزه نیز بسیاری از کشورهای مسلمان، مانند موریتانی و الجزایر و پاکستان و مالزی، ماه و ستاره را در پرچم خود به کار می‌برند که ماه اشاره به پیامبر اسلام دارد که به تعبیر آنها چون ماه بر جهان اسلام پرتو افکند، و ستاره نماد النجم است
از طرفی پنج پر ستاره اشاره به پنج ستون دین دارد ظاهراً از نظر نمادشناسان ترکیب هلال و ستاره نماد بهشت نیز محسوب می‌شود در پرچم لیبی، پس از تشکیل دولت لیبی در ۱۳۳۰ ش/ ۱۹۵۱، هلال ــ که نماد آغاز ماه قمری در میان مسلمانان است ــ به داستان هجرت پیامبر اسلام و تعلیم اصول و اخلاق او اشاره دارد و ستاره نشان امید به خداوند و هدف متعالی است

## تاریخچه
نماد هلال ماه و ستاره بر روی برخی از سکه‌های پادشاهی وابسته اشکانی الیمائی در اوایل قرن یکم پس از میلاد دیده می‌شود. همین نماد در سکه‌هایی وجود دارد که احتمالاً مربوط به ارد یکم اشکانی (قرن اول قبل از میلاد) است. در قرن دوم پس از میلاد، برخی از سکه‌های اشکانی نماد ساده شده «گلوله در هلال» را نشان می‌دهند.
همچنین این نشان در سکه‌های اشکانی، پادشاهی آکسوم و نقش برجسته گل گل ملکشاهی در استان ایلام مربوط به شاه آشوری دیده می‌شود.

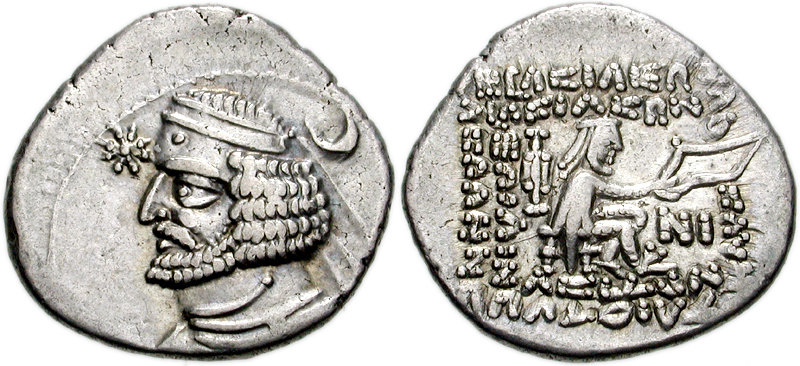
ماه و ستاره (به طور جداگانه) روی سکه ای از ارد دوم
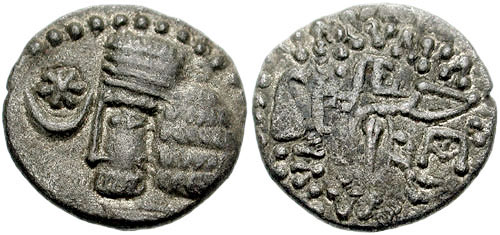
سکه وردان یکم (۴۰-۴۵ بعد از میلاد)
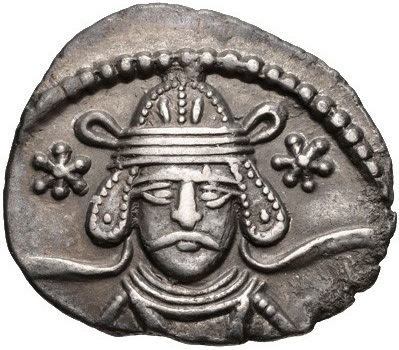
سکه ونن دوم، ضرب شده در همدان (۱۱-۵۱ بعد از میلاد)

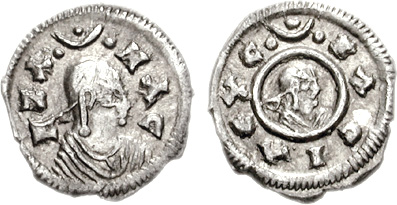
سکه نقره Ezana شاه آکسوم
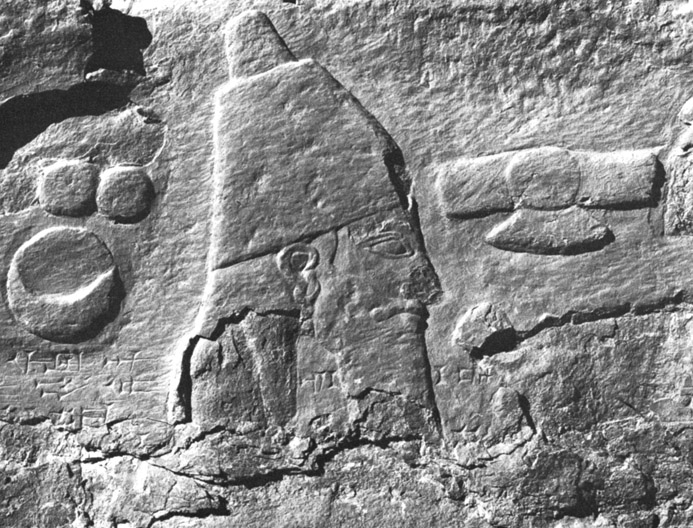
نقش برجسته گل گل-شاه آشوری

نقش هلال ماه و ستاره در قرن پنجم هجری به گونه ای چشمگیر بر روی تاج و حاشیه سکه‌های شاهان ساسانی زرتشتی دیده می‌شود.

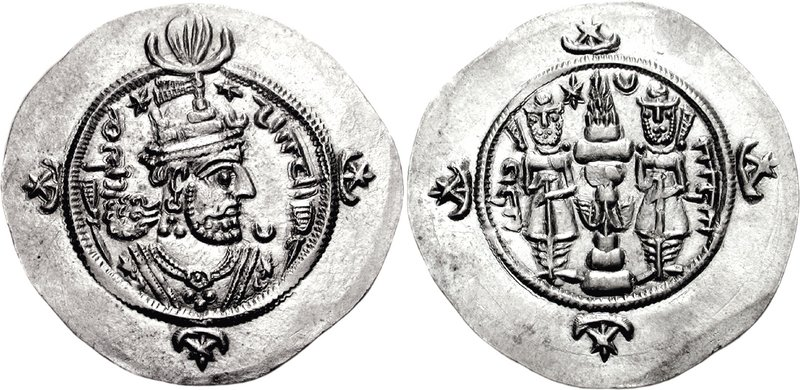
قباد دوم، بر روی سکه.

 استفاده از ترکیب هلال ماه و ستاره توسط ساسانیان ظاهراً به تأثیر از شاهنشاهی اشکانیان بر می‌گردد، چرا که برای اولین بار در زمان پادشاه ارد دوم (قرن یکم قبل از میلاد) این دو علامت، بر روی سکه در دو طرف سر شاه وجود دارند.

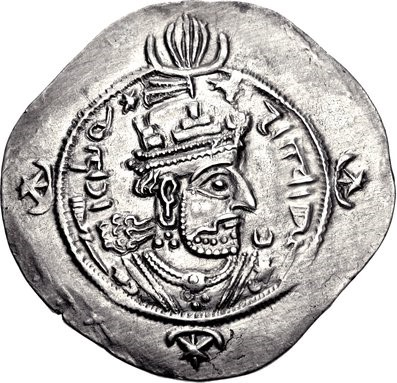
سکه پادشاه ساسانی قباد دوم ضرب شده در شوش در سال ۶۲۸
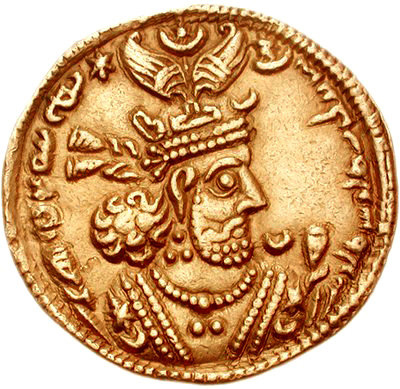
سکه طلایی خسرو دوم سال ۶۲۸
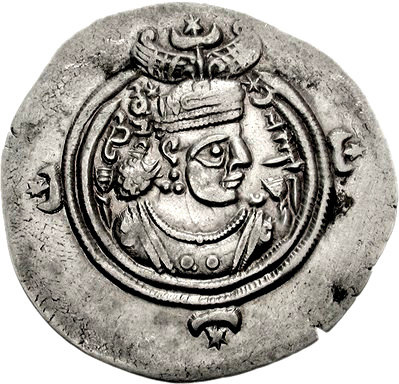
سکه خسرو سوم
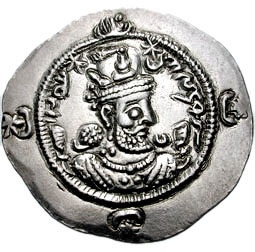
سکه هرمز چهارم
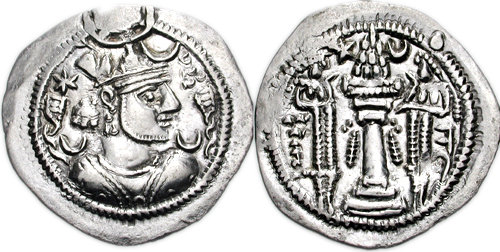
سکه قباد یکم دوره اول سلطنت
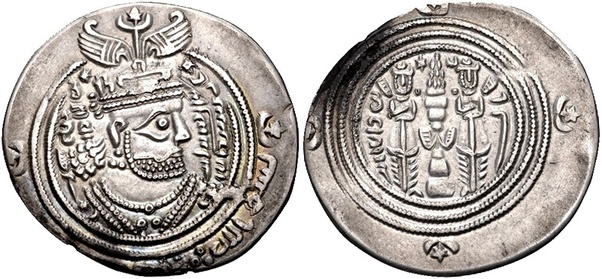
سکه زرتشتی ساسانی که به دست اعراب سورشارژ شد

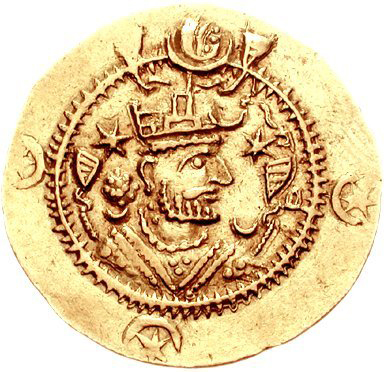
سکه‌ای از پادشاه ساسانی قباد یکم (م ۴۸۸–۵۳۱) دوره دوم سلطنت. قباد اولین اسپهبد و فرمانروای ساسانی بود که نقوش ستاره و هلال را به عنوان نماد سلطنتی روی حاشیه سکه‌های خود معرفی کرد.

شهر یونانی بیزانتیوم سکه با نشان ماه و ستاره در سده دوم پیش از میلاد ضرب نمود که به عنوان نشان رسمی و دولتی بر روی پرچمشان استفاده می‌نمودند. بر پایه افسانه‌ها این به افتخار هکتی الهه ماه که شهرشان را از یورش دشمن در ۳۴۰–۳۳۹ پیش از میلاد رهانید، بود. ماه و ستاره تا ۸ قرن توسط شهر یونانی بیزانس مورد استفاده قرار می‌گرفت تا اینکه بوسیله بیزانسی‌ها پرچم قسطنطنیه گشت. پس از سقوط قسطنطنیه، امپراتوری عثمانی نیز در سده دوازده میلادی این پرچم را به عنوان نشانه دولت نگاه داشت. از آنجا که سلاطین عثمانی در عین حال عنوان خلیفه مسلمین را داشتند، نزد اروپائیان طرح این پرچم به عنوان نماد اسلام شناخته شد. اکنون شمار بسیاری از کشورهای اسلامی ماه و ستاره را در نگاره‌های گوناگون به پرچم خود افزوده‌اند. نشانهٔ هلال احمر نیز از این تأثیر به کنار نبوده‌است.

## کاربرد در پرچم‌ها
این نماد در پرچم کشورهای اسلامی همچون ترکیه، سنگاپور، کومور، پاکستان، الجزایر، جمهوری آذربایجان، مالزی، لیبی، موریتانی، تونس ،صحرای غربی ،ترکمنستان وازبکستان نقش بسته‌است.

## پرچم‌های دارای ماه و ستاره

پرچم الجزایر
پرچم جمهوری آذربایجان
پرچم مالزی
پرچم موریتانی
پرچم پاکستان
پرچم ترکیه
پرچم تونس
پرچم جمهوری دموکراتیک عربی صحرا
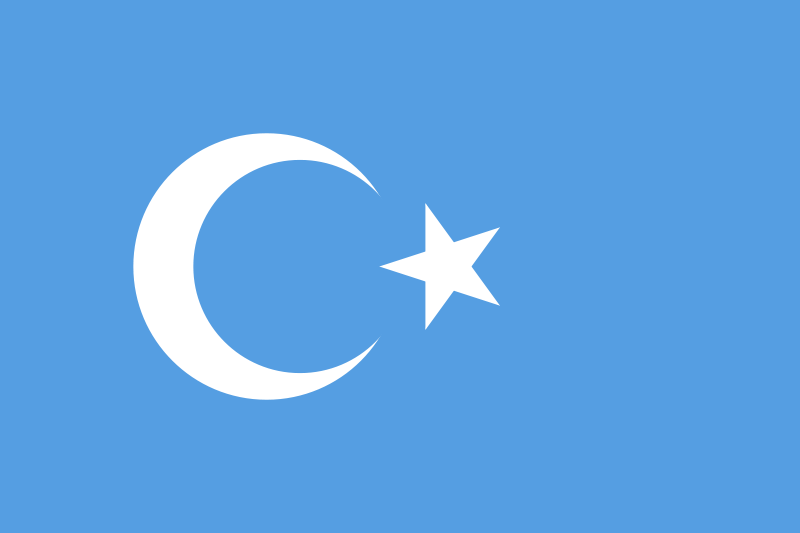
پرچم ترکستان شرقی
پرچم کشور لیبی